# Richard Hamann (Mediziner)
Richard Hamann (* 16. März 1868 in Bensberg; † 3. Februar 1956 in Bonn) war ein deutscher Sanitätsoffizier.

## Leben
Vom 23. Oktober 1886 bis zum 14. Februar 1891 war er Angehöriger der Kaiser-Wilhelms-Akademie für das Militärärztliche Bildungswesen. Im Dreikaiserjahr wurde er im Pépinière-Corps Suevo-Borussia aktiv. Die Friedrich-Wilhelms-Universität zu Berlin promovierte ihn 1890 zum Dr. med. Er war Assistenzarzt bei preußischen Regimentern in der Rheinprovinz und beim Kaiser Franz Garde-Grenadier-Regiment Nr. 2. Anschließend war er zehn Jahre an die Psychiatrische Klinik der  Universität Jena kommandiert. Später wurde er zum Professor ernannt. Am 1. Oktober 1901 kam er an die  Medizinalabteilung des  Preußischen Kriegsministeriums. Ab 27. Januar 1905 war er Regimentsarzt. Am 19. Dezember 1905 kehrte er als Personalreferent ins Kriegsministerium zurück. 1907 wurde er auch Mitglied des KWA-Corps Saxonia. Im Ministerium blieb er bis zum Ausbruch des  Ersten Weltkriegs, den er als Chef des Stabes beim Chef des Feldsanitätsdienstes erlebte. 1920 wurde er verabschiedet. Nach seiner Verabschiedung trat Hamann dem Kuratorium der Fürst Donnersmarck-Stiftung bei, dem er bis 1945 angehörte. Zeitweilig war er als Sachverwalter der Stiftung tätig und in dieser Funktion mit der Betreuung des Stiftungsgeländes in Berlin-Frohnau betraut.
Mit 71 Jahren wurde er bei der Mobilmachung 1939 als  charakterisierter Generalarzt Kommandeur der (neu aufgelegten)  Militärärztlichen Akademie und stieg in der Folgezeit zum Generalarzt z.V. (1941) und Generalstabsarzt z.V. (1943) auf. Am 1. August 1944 in die Führerreserve des Oberkommandos des Heeres versetzt, wurde seine Mobilmachungsbestimmung am 31. August 1944 endgültig aufgehoben.